# Linarczyk
Linarczyk – wieś w Polsce położona w województwie kujawsko-pomorskim, w powiecie grudziądzkim, w gminie Grudziądz.

## Podział administracyjny
W latach 1975–1998 miejscowość administracyjnie należała do województwa toruńskiego.

## Demografia
Według Narodowego Spisu Powszechnego (III 2011 r.) wieś liczyła 167 mieszkańców. Jest 21. co do wielkości miejscowością gminy Grudziądz.

## Komunikacja publiczna
Komunikację do wsi zapewniają linie autobusowe Gminnej Komunikacji Publicznej.